# Last (Schifffahrt)
Als Last bezeichnet man einen unter Deck gelegenen Stauraum für Vorräte an Bord eines Schiffes, z. B. für Farben, Proviant, Munition oder Tauwerk.